# Železniční trať Bosanski Šamac – Sarajevo

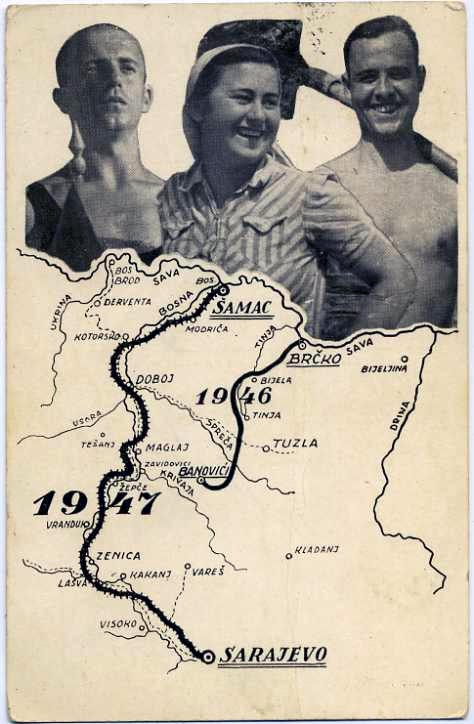
Propagandistický plakát z období výstavby trati

Železniční trať Bosanski Šamac–Sarajevo byla vybudována v dobách druhé světové války a otevřena již v dobách socialistické Jugoslávie roku 1947.

## Historie
V údolí řeky Bosny existovala od konce 19. století úzkorozchodná trať.
Výstavbu trati předvídal první pětiletý plán; po jejím dokončení bylo možné díky lepším přepravním kapacitám v údolí řeky Bosny zmodernizovat a rozšířit průmysl a tím dosáhnout cílů plánu. Velmi rychle se podařilo vypracovat projekt nové trati; byly využity původní dokumenty (projekt trati s normálním rozchodem kolejí do Doboje vznikl v roce 1912 a projekt jejího prodloužení do Sarajeva byl připraven těsně před začátkem války).
Trať se stala zajímavou především tím, že ji nebudovala konkrétní stavební firma, ale dobrovolníci z řad jugoslávské mládeže. Pod hesly srbochorvatsky Mi gradimo prugu - pruga gradi nas (My stavíme trať – trať staví nás) či srbochorvatsky Šamac–Sarajevo, to je naša meta, izgraditi prugu još ovoga ljeta (Šamac–Sarajevo, to je naše meta, vybudovat trať ještě tohoto roku) pracovaly pouze s lopatami a krumpáči statisíce lidí z celé bývalé Jugoslávie, i z některých zemí v zahraničí. Výstavba trati se stala věcí socialismu a tehdejší propagandy. Stavba této trati dokonce inspirovala vznik jedné trati na Slovensku. O trati byla složena i píseň a v roce 1949 natočen i film.
Stavební práce na trati byly zahájeny 1. dubna 1947 za přítomnosti tehdejšího ministra dopravy Jugoslávie Todora Vujasinoviće. Mezi větší objekty, které musely být pro potřebu trati vybudovány, byly např. most přes řeku Sávu, tunel Vranduk, dále pak osm delších i kratších tunelů, které mají celkovou délku přes 2 kilometry.
Trať byla slavnostně otevřena na podzim 1947. Stavební práce trvaly pouhých 7 měsíců. První vlak po trati projel 18. listopadu 1947.Kromě položených kolejí bylo součástí trati dalších 110 objektů. Původní termín předání trati do užívání byl červen 1948.
Slavnostního aktu se v Sarajevu účastnily tisíce lidí a hlava státu Josip Broz Tito. Spolu s tratí byla zprovozněna i nová železniční stanice v Sarajevu. Ve svém projevu při otevření Tito uvedl, že práce dobrovolnických brigád by měla být ukázkou jak má do budoucna fungovat celá země. První vlak po trati projel v dne 16. listopadu 1947.
Stavebních prací se zúčastnilo dohromady 217 234 lidí ze 42 zemí. Celá trať měří 239 km.
Pro potřebu jugoslávského těžkého průmyslu byla později z tratě vybudována odbočka, která vedla z nádraží v Podlugovech do stanice Droškovac.
Trať byla modernizována v 70. letech 20. století v úseku mezi městy Doboj a Zenica. Vzhledem k špatnému technickému stavu byla na trati po dlouhou dobu cestovní rychlost různými způsoby snižována a pohybovala se i na hodnotě 40 km/h.